# Wim Meijer (PvdA)
Willem (Wim) Meijer (Harkstede, 16 augustus 1939) is een Nederlands bestuurder en topfunctionaris en voormalig PvdA-politicus. Hij was onder meer lid van de Tweede Kamer der Staten-Generaal, staatssecretaris, commissaris van de Koningin en gemeenteraadslid.

## Leven en werk
Meijer is afkomstig uit een boerenfamilie en kwam in 1971 in de Tweede Kamer. Daarvoor was hij onder meer gemeenteraadslid in Hengelo en maakte hij deel uit van de politieke vernieuwingsbeweging Nieuw Links. Van 1973 tot 1977 was Meijer staatssecretaris van Cultuur, Recreatie en Maatschappelijk Werk in het Kabinet-Den Uyl. Hierna werd hij weer Tweede Kamerlid, wat hij tot 1 januari 1989 bleef. Van 11 september 1981 tot 16 september 1982 was hij fractievoorzitter van de PvdA in de Tweede Kamer der Staten-Generaal.
In 1979 had Meijer zich kandidaat gesteld voor het partijvoorzitterschap van de PvdA. Hij verloor de strijd echter van de radicalere Max van den Berg. Op 1 januari 1989 werd hij benoemd tot commissaris van de Koningin in de provincie Drenthe. Hij bleef dat precies vier jaar, waarna hij uit de politiek verdween en onder meer lid werd van de raad van beheer van de Rabobank Nederland en voorzitter van de raad van commissarissen van de Nederlandse Spoorwegen. Van 2002 tot 2016 was hij voorzitter van de Mijnraad.
Meijer heeft sinds 2007 een relatie met voormalig Tweede Kamervoorzitter Gerdi Verbeet. In 2010 zijn ze getrouwd. Ze wonen in Amsterdam en Garderen.
In 2016 verscheen bij Nijgh en Van Ditmar de biografie Wim Meijer, tegen de stroom in.
- Gemeinsame Normdatei: 1127055593
- International Standard Name Identifier: 0000 0000 2486 9115
- Library of Congress Control Number: n78073497
- Nederlandse Thesaurus van Auteursnamen: 069948798
- Parlement.com: vg09llg7l7zo
- Virtual International Authority File: 40636089
- WorldCat: E39PBJcc8WkvcPMGBJVbjY4jG3